# Rudolf Caracciola
Otto Wilhelm Rudolf Caracciola (pron: ʁuːdɔɫf kaʁaːtʃiːɔlɑ) (Remagen, 30 de Janeiro de 1901 – Kassel, 28 de Setembro de 1959) foi um automobilista alemão e um dos maiores pilotos de Grande Prêmio na era pré-Fórmula 1.

## Carreira
Após um grave acidente no GP de Mônaco, que teria incapacitado Caracciola para o resto da vida com uma perna mais curta que a outra, acabou se recuperando e, correndo pela Mercedes-Benz, foi três vezes campeão do Campeonato Europeu de Automobilismo (precursor da atual Fórmula 1). Curiosamente, Caracciola também foi o piloto de testes da Mercedes antes da Segunda Guerra Mundial. Em 28 de janeiro de 1938, chegando a bater 432,7 Km/H no Mercedes W125. Esse recorde, pelo fato de ter sido alcançado pelos nazistas, foi escondido por muito tempo e foi posteriormente superado em 2017, pela empresa sueca Koenigsegg.

## Resultados no Campeonato Europeu
(legenda) (Corridas em negrito indicam pole position) (Corridas em itálico indicam volta mais rápida)
| Temporada | Equipe        | Fabricante    | 1       | 2       | 3       | 4       | 5     | Classificação | Pontos |
| --------- | ------------- | ------------- | ------- | ------- | ------- | ------- | ----- | ------------- | ------ |
| 1931      | Private entry | Mercedes-Benz | ITA     | FRA Ret | BEL     |         |       | 46º           | 22     |
| 1932      | Alfa Corse    | Alfa Romeo    | ITA NC  | FRA 3   | ALE 1   |         |       | 3º            | 9      |
| 1935      | Daimler-Benz  | Mercedes-Benz | BEL 1   | ALE 3   | SUI 1   | ITA Ret | ESP 1 | 1º            | 11     |
| 1936      | Daimler-Benz  | Mercedes-Benz | MON 1   | ALE Ret | SUI Ret | ITA     |       | 6º            | 22     |
| 1937      | Daimler-Benz  | Mercedes-Benz | BEL     | ALE 1   | MON 2   | SUI 1   | ITA 1 | 1º            | 13     |
| 1938      | Daimler-Benz  | Mercedes-Benz | FRA 2   | ALE 2   | SUI 1   | ITA 3   |       | 1º            | 8      |
| 1939      | Daimler-Benz  | Mercedes-Benz | BEL Ret | FRA Ret | ALE 1   | SUI 2   |       | 3º            | 17     |

1. ↑  «Mercedes speed record cars of the 1930s». www.classicdriver.com (em inglês). Consultado em 28 de janeiro de 2024